# 福田太郎
福田 太郎（ふくだ たろう、1991年3月7日 - ）は、元北海道テレビ放送のアナウンサー。日本のスポーツブロードキャスター。

## 来歴・人物
佐賀県鳥栖市出身。佐賀県立鳥栖高等学校、早稲田大学スポーツ科学部卒業後、2014年入社。
大学までの13年間野球一筋。早稲田大学では当初は硬式野球部に所属し、その後に準硬式野球部へ転部。高校からアンダースローのピッチャーだった。
HTB入社後は報道フィールドキャスターとして、ニュースの取材と中継を担当。
2016年には「ワイド!スクランブル 北斗市行方不明男児発見」の中継で、第15回ANNアナウンサー賞最優秀新人賞を受賞した。
2017年10月からスポーツ担当になり、ファイターズ中継を担当。
2019年からは「イチモニ！土曜日」のメインMCを務め、平日もレギュラー出演。
2020年のM-1グランプリに、同僚の大野恵と漫才コンビ「大福」を結成してエントリーし、ルミネtheよしもとで2回戦に進出した。
2022年2月、アメリカメジャーリーグで本場のスポーツエンターテイメントを勉強するためHTBを休職。各球団での研修を重ね、MLB全30球場を完全制覇した。ABEMAの「MLBスタジアム」や「MLB石橋貴明スタジアム」にMLB研修生として出演し、11月のワールドシリーズまで学び帰国。12月にHTBへ復職した。
2023年3月、WBC決勝ラウンドをアメリカ・マイアミから生中継でリポート。プロ野球開幕と同時に、北海道日本ハムファイターズ中継に復帰し、エスコンフィールドHOKKAIDOでのヒーローインタビューも担当。
MLB JAPANで、全30連載のコラム『MLB全30球場を制覇』を担当。記事と自ら撮影・編集した動画で、ボールパークの魅力を伝えている。
2025年3月、HTBを退社した。
現在は、ABEMAのメジャーリーグ中継にも、実況アナウンサーとして出演している。

## 出演

### 現在の担当番組
- MLB中継（ABEMA TV）

### 過去の担当番組
- 前進 杉谷拳士（HTBノンフィクション） - 友人の杉谷拳士（元北海道日本ハムファイターズ）のオーストラリア自主トレ・会社設立に密着したドキュメンタリー番組
- イチオシ!モーニング→イチモニ! - ニュースコーナー→土曜日メインMC・平日レギュラー
- ハナタレナックス - 進行役（不定期）
- 全国高校野球選手権大会中継（朝日放送テレビ、2015年） - アルプススタンドリポート
- イチオシ!! - MC
- プロ野球中継（イチオシ!!ファイターズ（北海道ローカルのファイターズ中継））
- HTBニュース（不定期）